# Часовая башня (Битола)
Часовая башня в Битоле (макед. Саат-кулата во Битола) — часовая башня, расположенная в центре Битолы, один из наиболее известных символов города. В отличие от часовых башен городов Австро-Венгрии, имеет специфический внешний вид.
Официально считается, что башня была построена в 1830-е годы вместе с церковью Святого Димитрия Солунского. По легенде, османские власти закупили в деревнях 60 тысяч яиц для приготовления строительного раствора, благодаря которому башня сохранила свою прочность. Она находится в северной части города, рядом с мечетью Ени. Однако упоминания о башне восходят ещё к XVI веку: так, в 1664 году упоминается в летописях часовая башня. Высота башни составляет 33 метра, сторона квадратного основания — 5,8 м. На вершине располагаются освещаемые террасы с кованой оградой, поэтому часовую башню хорошо видно ночью. Внутри башни есть лестница, ведущая в верхнюю часть. Нынешний облик башня приобрела в 1912 году.
Часы — с римскими цифрами. Механизм часов был установлен в 1927 году компанией Konfage и обновлён в 1936 году в знак благодарности властям Югославии за уход за могилами павших в Первой мировой войне немецких, английских и французских солдат. Позже механизм обновлялся в 1962 и 1970 годах. 15 колоколов механизма весят 900 кг. В 2009 году башня реконструировалась, механизм часов снова был заменён. Современный перезвон колоколов — мелодия песни «Битола мој роден крај» авторства Айри Демировского. Ранее предлагалось исполнять песню «Таму ле мајко, близу Битола», посвящённую местному коммунисту, герою Народно-освободительной войны Югославии Димитру Николовскому (Таки Даскало), однако это вызвало возмущение местных жителей.
В настоящее время часовая башня считается одним из крупнейших символов города Битола. Она находится в городском парке рядом с церковью Святого Дмитрия Солунского и мечетью Ени, на месте бывшего Пекмез-базара. В парке гуляют как местные жители, так и многочисленные туристы. В парке рядом с башней ежегодно проводятся рождественские праздничные мероприятия.